# John Bousall of the U.S. Secret Service
John Bousall of the U.S. Secret Service (o The Detective and the Girl) è un cortometraggio muto del 1913 diretto da E.A. Martin.

## Produzione
Il film fu prodotto dalla Selig Polyscope Company.

## Distribuzione
Distribuito dalla General Film Company, il film - un cortometraggio di una bobina - uscì nelle sale cinematografiche statunitensi il 6 ottobre 1913.